# Dimitris Papaditsas
Dimitris P. Papaditsas (griego: Δημήτρης Π. Παπαδίτσας; Samos, 22 de septiembre de 1922 – Atenas, 22 de abril de 1987) fue un poeta y médico griego.

## Biografía
Dimitris P. Papaditsas nació en Samos en 1987, hijo de padre militar. Estudió medicina en la Universidad de Atenas, recibiéndose en 1958. Continuó sus estudios en Múnich, especializándose en ortopedia. Entre 1943 y 1947 trabajó para la Cruz Roja, y entre 1951 y 1967 fue médico y cirujano ortopédico en varios hospitales de la capital y de provincia.  Se estableció en Atenas en 1976 siendo director del Instituto Nacional de Rehabilitación de Grecia.
Fue fundador de la revista Materia prima (Πρώτη Ύλη), 1958-1959, junto con Epameinondas X. Gonatas, y colaboró con las revistas literarias Voz juvenil (Νεανική Φωνή), Nueva Hestia (Νέα Εστία), El blanco (Ο Στόχος), entre otras.  Obtuvo dos veces el Primer Premio Estatal de Poesía por Poesía I (Ποίηση Ι) en 1963 y por Δυοειδή λόγο en 1980.  En 1983 obtiene el Premio de la Academia de Atenas por Ασώματη.
Su obra es única en medio de una generación que se desarrolló durante la guerra al mostrar una tendencia lírica y un repertorio de imágenes autónomas reminiscente de la obra de Pierre Reverdy.  Durante la ocupación de Grecia durante la Segunda Guerra Mundial participó en las reuniones organizadas por Andreas Embirikos y su esposa Matsi Hatzilazarou en su casa a la cual asistían, entre otros, escritores como Nikos Engonopoulos, Odysseas Elytis, Nikos Gatsos, Miltos Sachtouris, Epameinondas X. Gonatas, Ektor Kaknavatos, Nanos Valaoritis y Yorgos V. Makris  Teniendo una profunda amistad con Epameinondas X. Gonatas y Ektor Kaknavatos, cultivó la vena del surrealismo lírico, la cual se hizo gradualmente más sutil después de sus primeros dos libros, mientras que su obra adquirió tonos explícitamente metafísicos a partir de ese momento.

### Poesía en línea
- Prólogo en La Jornada Semanal 686, 27 de abril de 2008.

- Datos: Q3561768